# Kumla by
För en ort på Visingsö, se Kumlaby.
Kumla by är en by på Färingsö i Ekerö kommun. Från 2015 avgränsar SCB här en småort.